# Емблема Тамілнаду
Емблема Тамілнаду — офіційна державна емблема Тамілнаду і використовується як офіційний державний символ уряду Тамілнаду.
Він складається з Левової капітелі Ашоки без дзвонового лотоса та оточений з обох боків індійськими прапорами. Позаду капітелі зображено Гопурам або храмову вежу, засновану на храмі Шрівалліпутур.

## Проєктування
Державна емблема була розроблена в 1949 році художником Р. Крішна Рао, який був уродженцем Мадураю. Крішна Рао був відзначений нагородами і званнями за внесок у державну справу. Студент Державного коледжу образотворчого мистецтва та ремесел у Ченнаї, який пізніше став директором коледжу, Рао звернувся до розробки емблеми в 1948 році, коли він був професором прикладного мистецтва в коледжі.
Навколо краю печатки проходить напис тамільським шрифтом, один угорі தமிழ் நாடு அரசு («Tamil Nadu Arasu», що перекладається як «Уряд Таміл Наду»), а інший унизу வாய்மைய ே வெல்லும் («Vaymaiye Vellum», який перекладається як «Тріумфує тільки правда», також відомий як «Сатьямева Джаяте» на санскриті). Це єдина державна емблема, на печатці якої зображено прапор Індії та вежу індуїстського храму.

## Обман
Попри те, що гопурам на емблемі є загальним і конкретні посилання на вежу храму Шрівілліпутур Андал (гопурам) стали відомі через епізод TKC-Reddy. Але Р. Крішна Рао, художник, який його створив, сказав, що він мав на увазі західний «гопурам» храму Мадурай Мінакші, коли розробляв загальний «гопурам» для емблеми. У монографії про Рао, опублікованій Lalit Kala Akademi, цитується його слова: «Як родом із Мадураю, було цілком правильно, що я включив храм Мадурая в емблему уряду штату».
Учень Рао Г. Чандрашекаран, також колишній директор коледжу, вважає, що теорія про Мадурайський храм, як джерело натхнення, може бути невірною. «Можна сказати, що натхнення для розробки емблеми прийшло з храму Мадурай, оскільки Крішна Рао написав кілька акварелей споруди. Немає записів про те, що він малював храм Шрівілліпутур».
К Камала, дочка Крішни Рао і сама художниця, каже, що її батько шкодував, що гопурам весь час неправильно ідентифікували. «Він завжди просив мене розповідати людям, що це мадурайський гопурам, а не Шрівілліпутур», — каже Камала, додаючи, що вона побачила оригінальну картину в Урядовому коледжі образотворчого мистецтва та ремесел у Ченнаї у 2009 році. «Особливості гопурама можна чітко побачити на оригінальній картині, і можна було дуже добре побачити, що це мадурайський гопурам. Мій батько намалював фігурки Шиви та Парваті на Рішаба-ваханам, які можна побачити в гопурамі в храмі Мадурай. Це був явний знак», — каже вона.
Спроби відстежити оригінальний малюнок, який нібито містився на державному гербі, були марними.[джерело?]

## Історичні емблеми

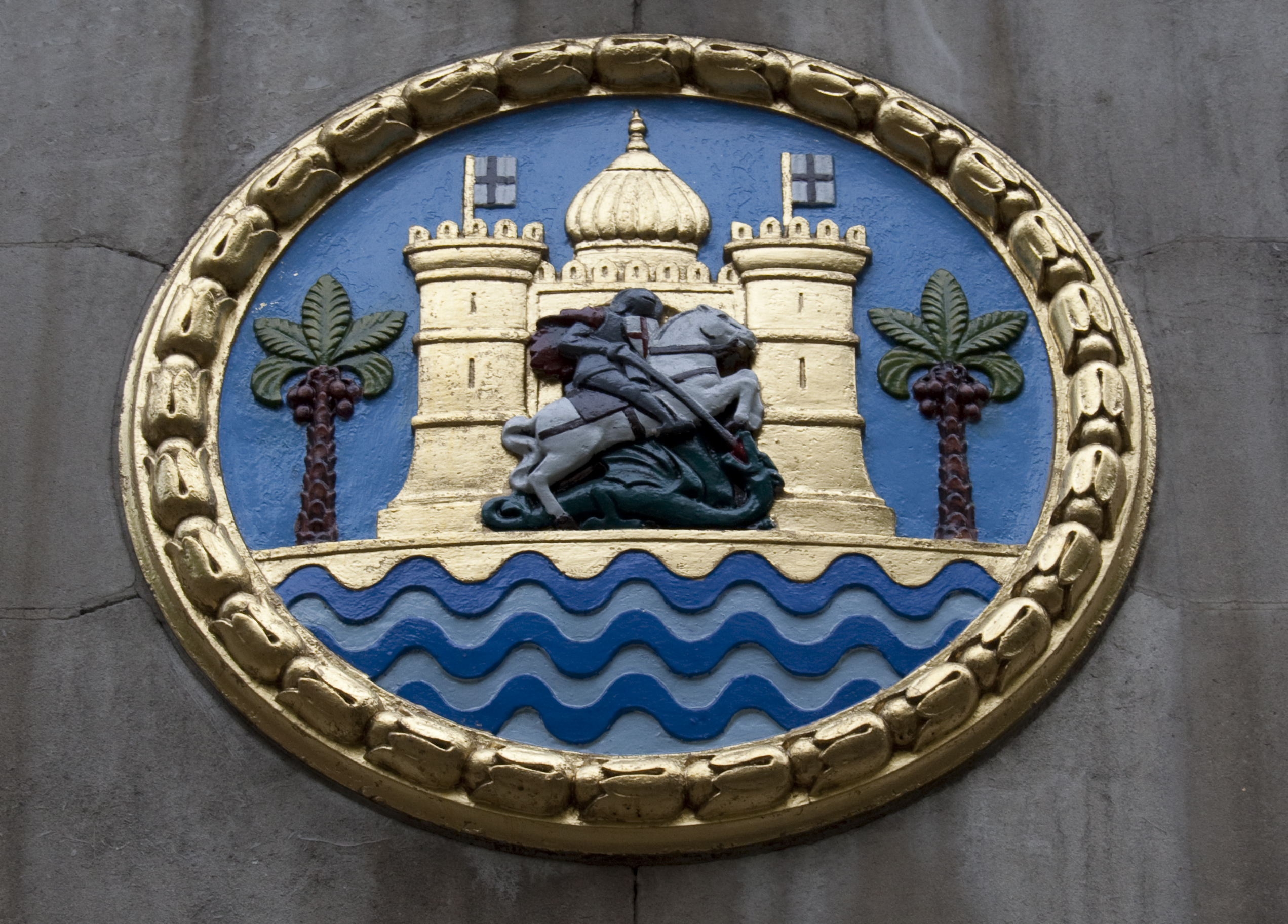
Емблема Мадраського президентаства Британської Індії

## Урядовий прапор
Уряд Таміл Наду може бути представлений зображенням емблеми штату, розміщеного на білому тлі. Прапор був запропонований у 1970 році, але офіційно не був прийнятий.

Прапор Тамілнаду[4]
Проєкт прапору Тамілнаду